# Apanteles metacarpalis
Apanteles metacarpalis är en stekelart som först beskrevs av Thomson 1895.  Apanteles metacarpalis ingår i släktet Apanteles och familjen bracksteklar. Arten är reproducerande i Sverige. Inga underarter finns listade i Catalogue of Life.